# BMD-1
Pour les articles homonymes, voir BMD.
Le BMD-1 est un véhicule de combat d'infanterie soviétique en dotation dans les troupes aéroportées depuis 1969. Les spécialistes occidentaux ont appris son existence dès 1970. Le sigle BMD signifie Boyevaya Machina Desanta [en russe Боевая машина десантная (БМД)], soit littéralement véhicule de combat pour les troupes aéroportées.
Il peut être largué en parachute, et bien qu'il ressemble au BMP-1, il est en fait beaucoup plus petit et léger. Le BMD-1 était utilisé par les divisions aéroportées VDV de l'Armée soviétique.

## Développement
L'existence du BMD remonte à la volonté de mécanisation des VDV dans les années 1960. Cette mécanisation est déjà opérée avec des véhicules comme l'ASU-57 ou l'ASU-85, mais avec l'arrivée du BMP-1, la nécessité d'un véhicule de combat d'infanterie aérolargable se fait ressentir.
En effet, l'usine de tracteur de Stalingrad (en) puis de Volgograd participe au projet du futur BMP-1 notamment avec son Object 914 (ru)  mais ce prototype ne fut pas retenu au profit de l'Object 765 de Tcheliabinsk.
Cet Object 914 (ru)  va servir de base afin de répondre aux normes pour les VDV et le véhicule va subir entre 1965 et 1968 de grandes modifications et va se voir attribuer une désignation propre c'est l'Object 915. Le véhicule reçoit le canon lisse 2A28 ainsi qu'un lanceur pour le missile 9M114, ce sont les seules caractéristiques qu'il possède en commun avec le BMP-1.
Une première série de quelques BMD-1 est produite en 1968 et entre en service en 1969. La production en masse commence en 1969 et va se finir en 1987 due à la mise en service de son remplaçant par le BMD-2.

## Doctrine d'utilisation

### Parachutage
A l'origine le BMD-1 devait être largué sans son équipage mais des tests dirigés par le lieutenant-colonel Leonid Zuyev révéla que les membres d'équipage pouvaient sauter directement dans le véhicule. Néanmoins des modifications afin de garantir la sécurité de l'équipage durant le saut furent nécessaires et c'est ainsi que des sièges inspirés des sièges Kazbekov présent dans les capsules spatiales soviétiques remplacent les précédents sièges.
Deux systèmes de parachutages furent utilisés pour le BMD-1. Les premiers BMD-1 sont déployés avec le parachute multi-voiles MKS-350-9 qui fut supplanté en 1976 par le PRSM-915 qui utilise à la fin de la chute un système de moteurs fusées qui freinent le BMD-1 afin d'éviter un choc sévère avec le sol.

### Organisation
Avec l'arrivée du BMD-1 dans les VDV, l'organisation des régiments change radicalement avec 2 600 hommes par régiment avant l'arrivée du BMD-1 qui passe à 1 650 après. Cette perte d'effectif s'effectue à cause de la disparition de multiples unités de soutien supplantées par le BMD-1.
Chaque compagnie de 75 hommes possède 10 BMD-1 accompagnés de BTR-D. Cependant la production de BMD-1 étant lente, les compagnies ne furent complètement dotées des 10 BMD-1 prévus qu'au milieu des années 1980 peu de temps avant l'arrivée du BMD-2.

## Description

### Armement

#### Armement principal
Le BMD-1 possède un canon de 73 mm 2A28 que l'on retrouve également sur le BMP-1 avec 40 obus pouvant s'abaisser à −4° et s'élever jusqu'à 30°.

#### Armement secondaire

##### Missiles
Le BMD-1 possède dans sa version originale un missile 9M14 Malioutka mais avec sa version BMD-1P peut embarquer un lanceur pour les missiles 9K111 Fagot ou 9M113 Konkurs.

##### Mitrailleuses
Le BMD-1 est aussi équipé d'une mitrailleuse coaxiale ainsi que deux mitrailleuses de caisse PKT de 7,62 mm.

### Blindage
Le blindage du BMD-1 est censé résister de face aux munitions de 12,7mm américaines sur la caisse. La tourelle doit résister aux obus de 23 mm soviétiques.

### Mobilité
Le BMD-1 est équipé du moteur 5D20 développant 240 ch. Le BMD-1 peut atteindre une vitesse de 61 km/h sur autoroute avec une autonomie de 600 km. Il est équipé d'une boite de vitesse manuelle à 5 vitesses.
Le BMD-1 est entièrement amphibie. Dans l'eau, il est propulsé par deux hydrojets, un de chaque côté de la coque, avec entrée sous la coque et sorties à l'arrière de la coque qui lui permettent d'atteindre une vitesse de 10 km/h.

### Équipement

#### Radio
Le BMD-1 possède une radio R-123 pour les premiers modèles puis une radio R-173 à partir des modèles BMP-1P.
Le BMD-1K se voit ajouter l'unité de charge AB-0.5-P/30 et une radio R-173 supplémentaire.

#### Optiques
Le BMD-1 est équipé du combiné TNPP-220, périscope jour et nuit passif 1PN22M1.

## Variantes

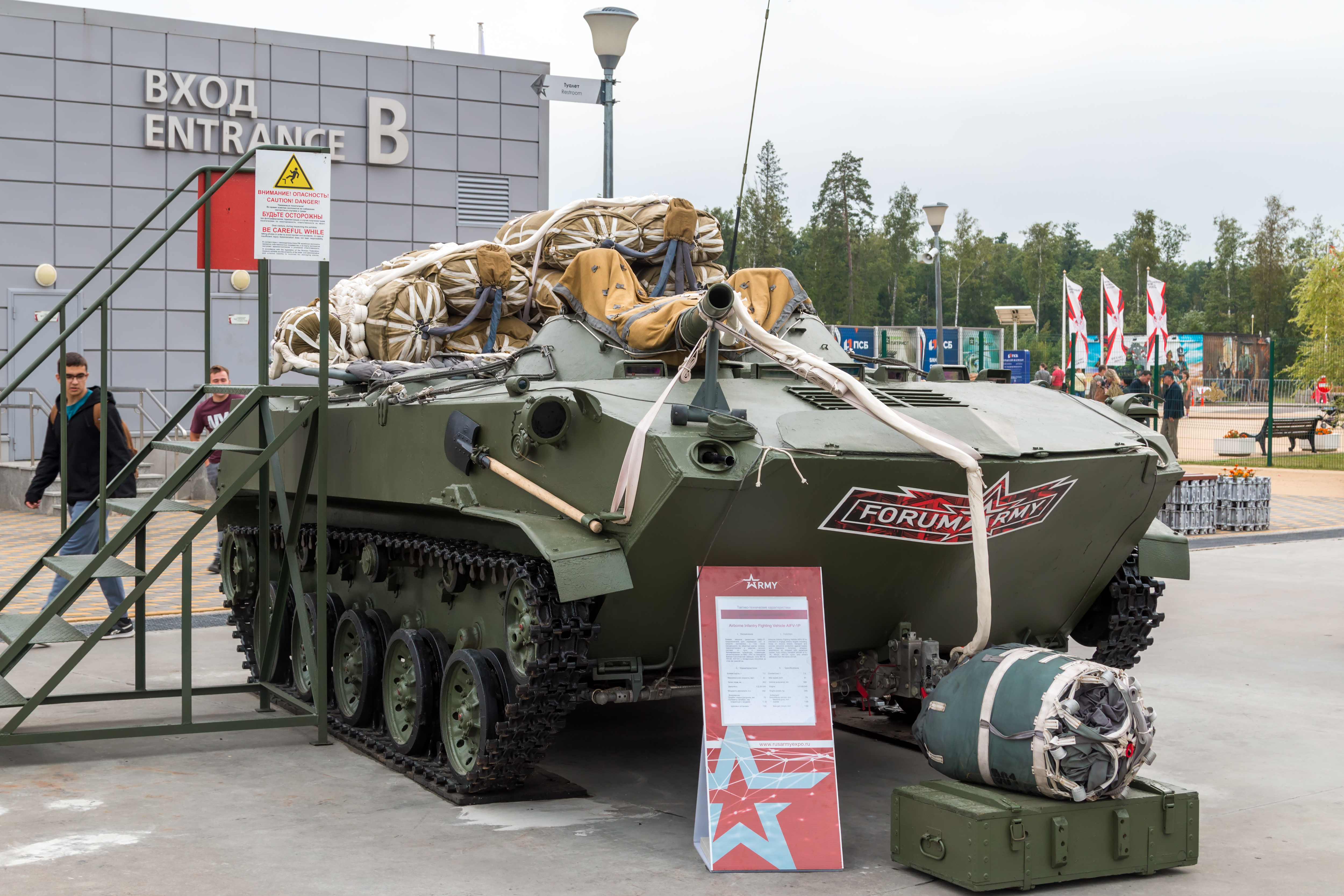
BMD-1P avec son système de parachute

### BMD-1P
Le BMD-1P subit la même amélioration que le BMP-1P avec l'ajout d'un lanceur à l'origine pour le missile 9K111 Fagot qui fut ensuite remplacé par le 9M113 Konkurs. Mais contrairement au BMP-1P, aucun lance-pots fumigènes ne fut ajouté.

### BMD-1K
Le BMD-1K est une variante destinée aux commandants de compagnies et de régiments et pour ce faire le véhicule est équipé d'une radio et d'une antenne supplémentaire ce qui réduit le nombre de fantassins embarquables.

### BMD-1PK
Le BMD-1PK est un BMD-1P avec les modifications du BMD-1K.

## Véhicule basé
L'unique véhicule de série basé sur le BMD-1 est le BTR-D qui devient avec son entrée en service en 1974 le véhicule de transport de troupes des VDV résolvant le problème du faible emport en hommes du BMD-1.
Un prototype de canon automoteur sur châssis de BMD-1 du nom de 2S2 fut testé mais ne fut jamais retenu pour le service.

## Opérateurs actuels

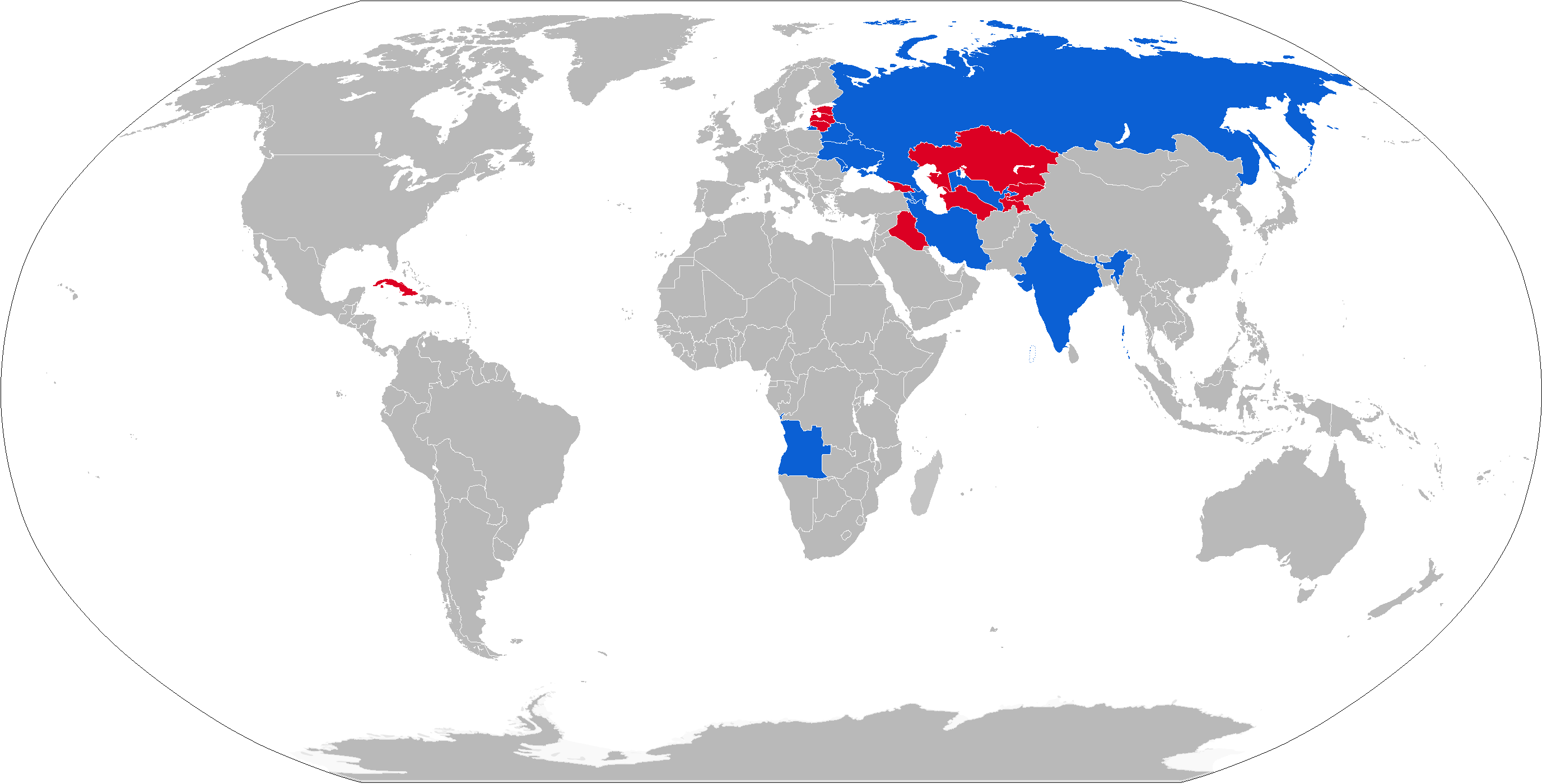
Pays opérateurs du BMD-1. En rouge ceux qui avaient utilisés le BMD-1 et en bleu les utilisateurs actuels

- Arménie – En 2025, 5 BMD-1 sont en service dans la police arménienne et 5 autres au sein des gardes-frontières[5].

- Azerbaïdjan –  En 2000, 28 exemplaire en service contre 20 en 2025[5].
- Biélorussie –  154  en 2016[6].
- Kirghizistan – 4  en 2016[6].
- Moldavie – 44 en 2025[5] contre 54 en 2000.
- Turkménistan – 8 en 2025[5].
- Ouzbékistan – 120 en 2025[5].
- Ukraine – 45  en 2020[6].Pays opérateurs du BMD-1. En rouge ceux qui avaient utilisés le BMD-1 et en bleu les utilisateurs actuels

## Opérateurs passés
- Angola: 10 reçus de l'URSS en1988.
- Cuba – Laissés gratuitement aux forces angolaise.
- Inde
- Iraq – 25 commandés en 1980 et livrés en 1981[7]. Tous détruits ou mis au rebut.
- Russie – 150 en réserve, retiré du service au profit du BMD-2 et BMD-4 bien qu'aperçue occasionnellement au sein d'unité active, plus d'un milliers en service dans les années 2000[4],[3],[5].
- Union soviétique – 3000 BMD-1 et BMD-2 en 1991, une grande partie sont des BMD-1, passés aux états successeurs.

## Voir également
- BMP-1
- BMD-2
- VDV